# ستك كليمسلند (كورنوال)
ستك كليمسلند (بالإنجليزية: Stoke Climsland)‏ هي قرية و أبرشية مدنية تقع في المملكة المتحدة في كورنوال.

## أعلام
- لين هارفي